# Воскодавинцы (Красиловский район)
Воскодавинцы (укр. Воскодавинці) — село в Красиловском районе Хмельницкой области Украины.
Население по переписи 2001 года составляло 343 человека. Почтовый индекс — 31060. Телефонный код — 3855. Занимает площадь 1,136 км². Код КОАТУУ — 6822782201.

## Местный совет
31056, Хмельницкая обл., Красиловский р-н, с. Воскодавинцы, ул. Ленина, 29